# قائمة الطرقات السيارة في تونس

رمز الطريق السريع في تونس

قائمة الطرقات السيارة في تونس، تضم الطرق الرئيسية في تونس. جزء من طرق تونس السيارة أنجز في إطار الطريق السيارة المغاربية. وتحتوي البلاد التونسية على ثلاثة طرق سيارة.

## في العموم
| الطريق السيارة (اسم ثانوي)           | الإفتتاح     | الطول (كم) | قيد الانجاز (كم) | البداية                          | النهاية   | المدن الرئيسية                                                                                        | الشبكة                   | محطات استخلاص | فضاءات الاستراحة | ملاحظات |
| ------------------------------------ | ------------ | ---------- | ---------------- | -------------------------------- | --------- | --- | ------------------------ | ------------- | ---------------- | --- |
| الطريق السيارة أ 1 A (تونس-راس جدير) | 1981         | 578        | -                | تونس العاصمة                     | راس جدير  | تونس العاصمة، بن عروس، حمام الأنف، الحمامات، النفيضة، مساكن، سوسة، الجم، صفاقس، قابس، مدنين، بن قردان | الطريق السيارة المغاربية | 12            | 4                | تم تدشين كامل الطريق السيارة سنة 2023.                                                                                      |
| الطريق السيارة أ 2 A (تونس-جلمة)     |              | 186        | 186              | شمال ولاية بن عروس (تونس الكبرى) | جلمة      | تونس العاصمة، زغوان، الفحص، القيروان، سيدي بوزيد، جلمة                                                |                          |               |                  | قيد الانجاز. |
| الطريق السيارة أ 3 A (تونس-بوسالم)   | يوليو 2005   | 136        | 80               | غرب ولاية تونس                   | بوسالم    | تونس العاصمة، مجاز الباب، تستور، وادي الزرقاء، بوسالم                                                 | الطريق السيارة المغاربية | 6             | 3                | الأشغال جارية لإيصال الطريق السيارة إلى الحدود الجزائرية و إنجاز طريق سيّارة تربط الكاف بالطريق السيارة رقم 3 مرورا بسليانة. |
| الطريق السيارة ط.س 4 A (تونس-بنزرت)  | 1 يوليو 2002 | 51         | -                | ولاية أريانة (تونس الكبرى)       | منزل جميل | تونس العاصمة، أوتيك، العالية، منزل جميل                                                               |                          | 4             | 1                | |

## قائمة الطرقات السيارة

### الطريق السيارة تونس - راس الجدير

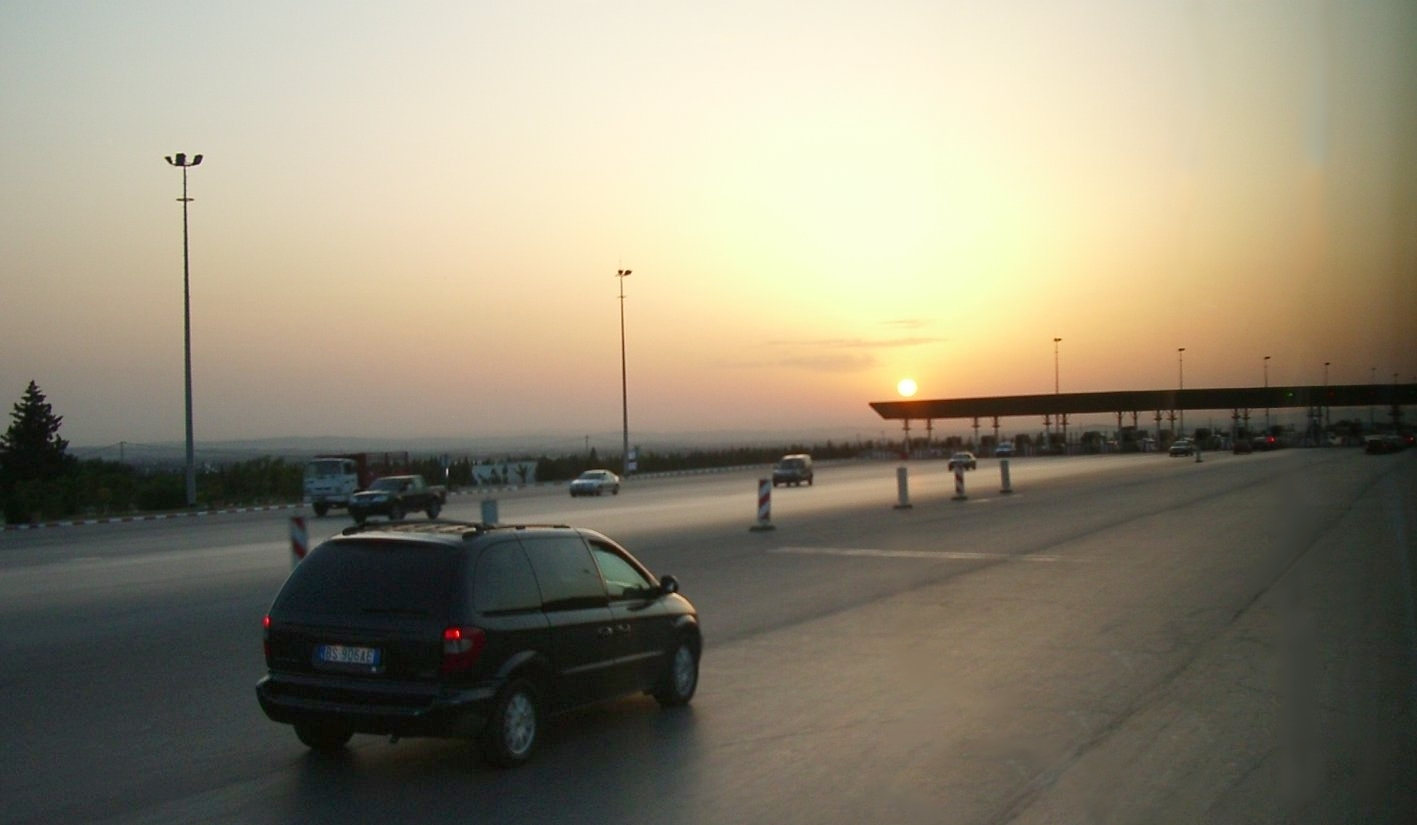
الطريق السيارة أ1 قرب محطة استخلاص مرناق بولاية بن عروس

الطريق السيارة أ1 وهي أطول طريق سيارة في الجمهورية التونسية يبلغ طولها 578 كم، تنطلق من المدخل الجنوبي لمدينة تونس عابرة ولايات بن عروس ونابل وصولا الى الساحل التونسي ثم صفاقس، لتستمر نحو قابس ومدنين وصولا إلى معبر راس جدير على الحدود التونسية الليبية.

### الطريق السيارة تونس - بوسالم

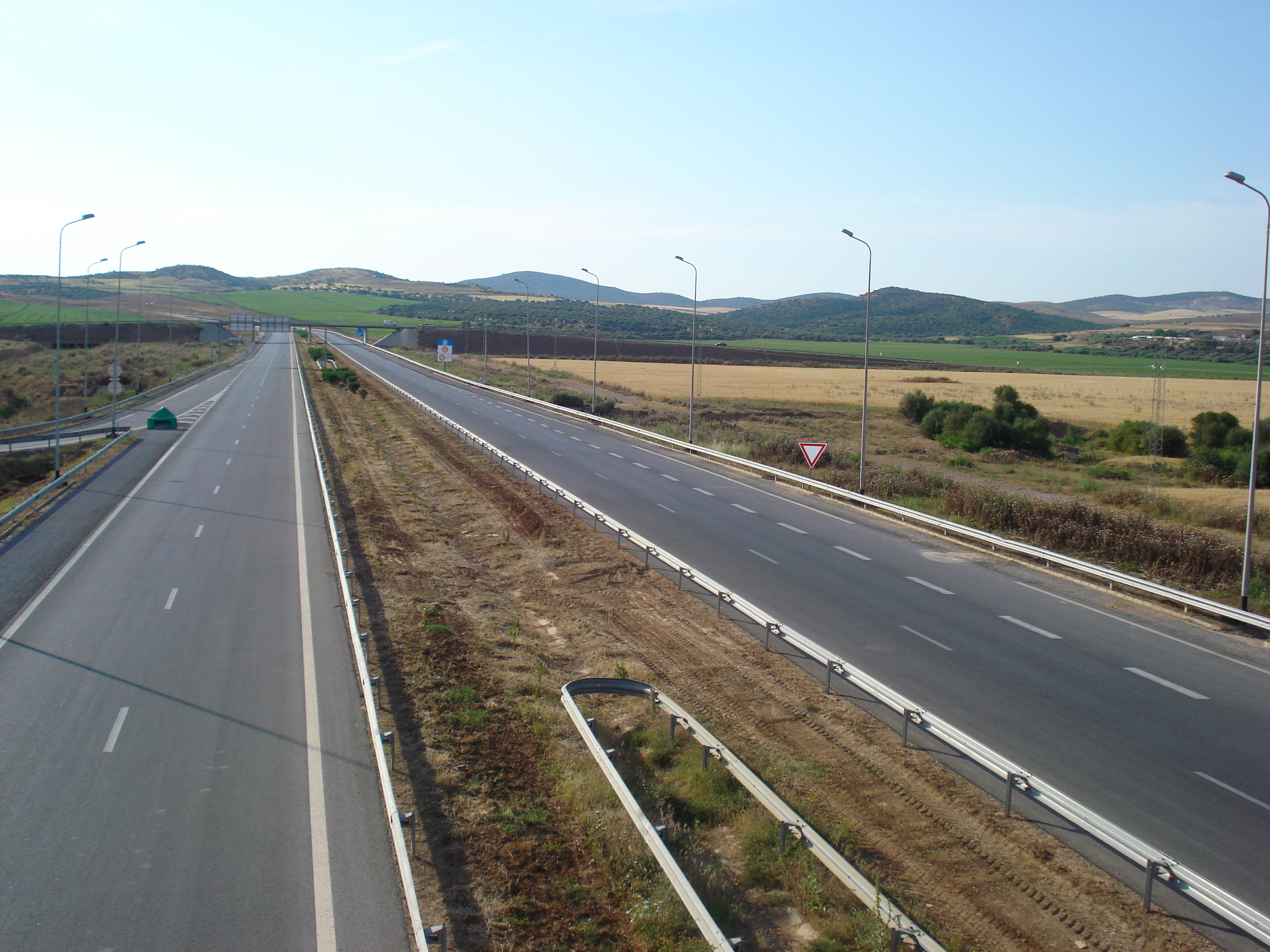
الطريق السيارة أ3 على مستوى ولاية باجة

الطريق السيارة أ3 وهي أحدث الطرق السيارة بالبلاد التونسية، وهي تربط بين ولايتي تونس وولاية جندوبة بالشمال الغربي للبلاد وتساهم بذلك في تسهيل التنقل بين العاصمة ومدن الشمال الغربي.

### الطريق السيارة تونس - بنزرت

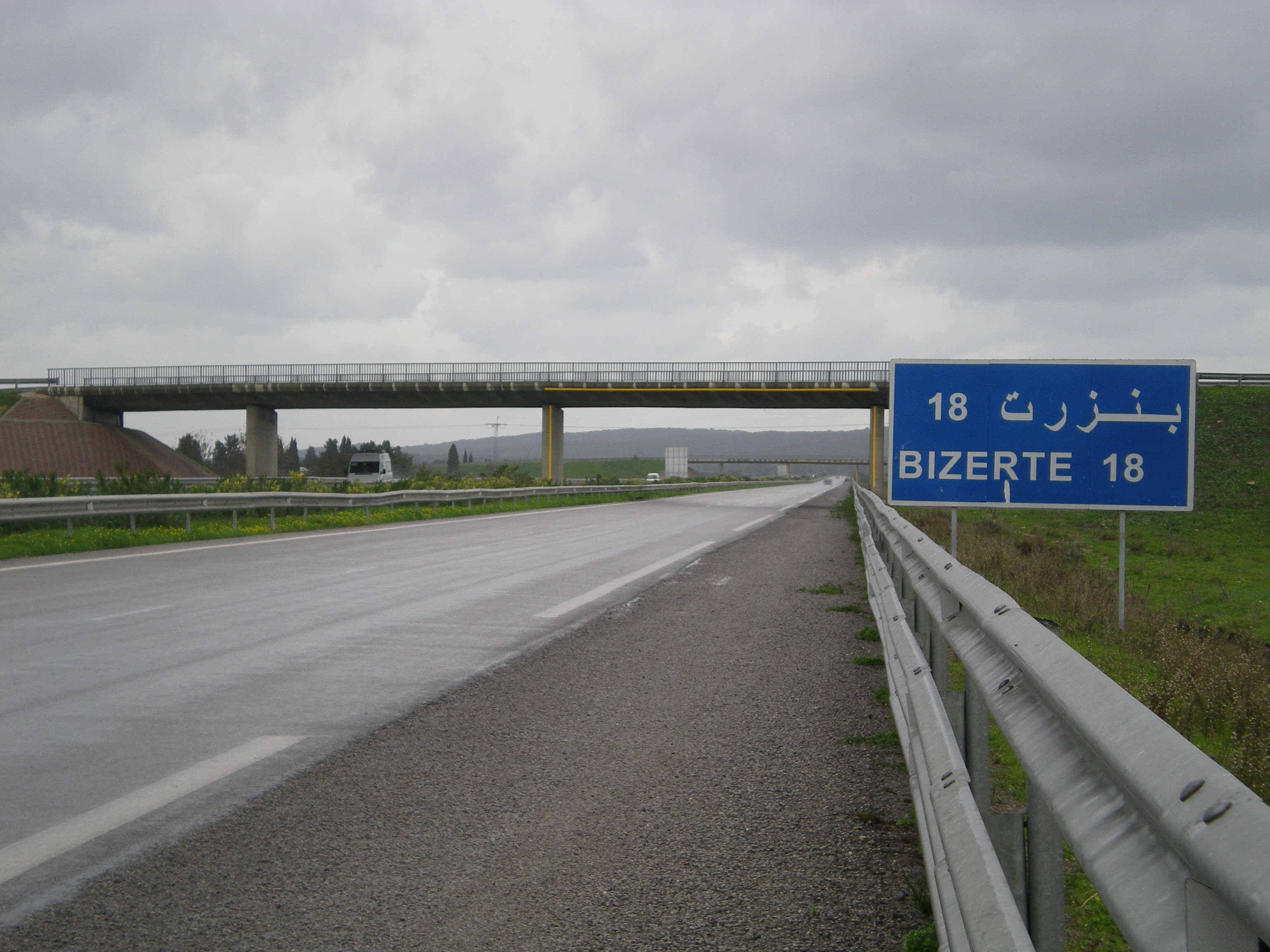
الطريق السيارة أ4 بين تونس العاصمة وبنزرت

الطريق السيارة أ4 وهي الطريق السيارة الرابطة بين مدينتي تونس وبنزرت الواقعة في أقصى شمال البلاد.

## روابط خارجية
- الموقع الرسمي للطرقات السيارة التونسية